# Vibrador anal

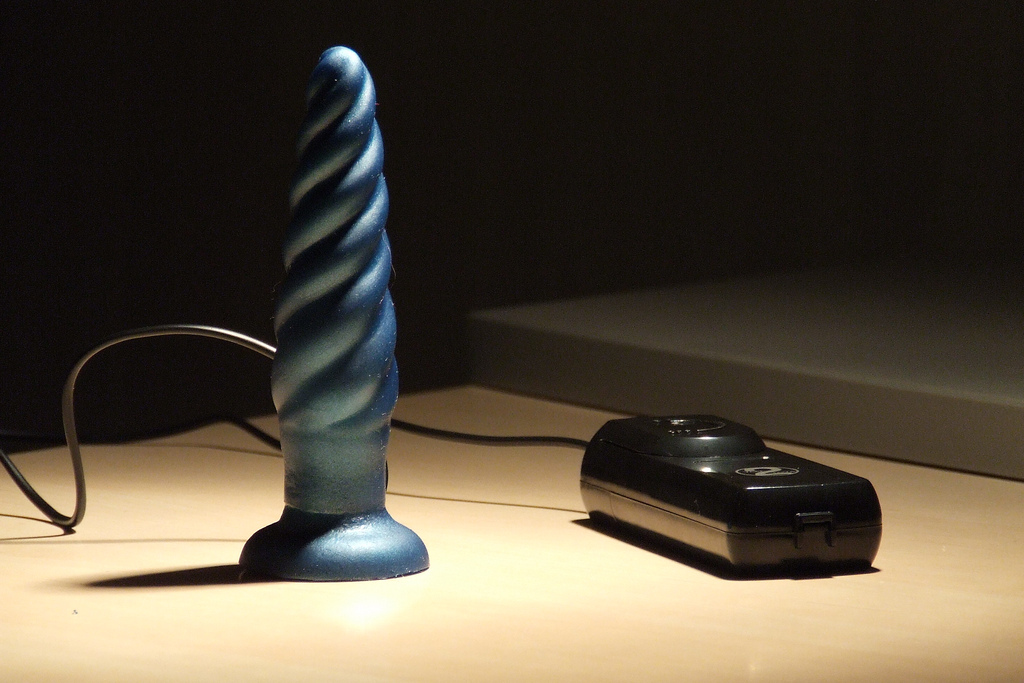
Vibrador anal unisex

Un vibrador anal es un dispositivo diseñado como juguete erótico de tipo vibrador, con el propósito de obtener la estimulación sexual en la zona del ano, tanto en hombres como mujeres, para fines masturbatorios en solitario o como práctica sexual en pareja. Pese a las diferencias en el tamaño, forma y material en el cual están diseñados, todos los vibradores cumplen una misma función: un efecto vibratorio al interior del recto para proporcionar placer sexual.
La diferencia en la forma de los vibradores anales de los otros vibradores diseñados para la anatomía de una vagina, radica en que tienen una base más ancha para evitar que quede insertado en el recto, además de poder tener ciertas modificaciones a fin de evitar una lesión rectal. Los vibradores anales tienden a ser más pequeños que los vibradores vaginales. Por lo general se alimentan de baterías para poder funcionar, la cual puede tenerlas incorporadas al interior o conectarlas por cable a una fuente de alimentación eléctrica.
Otra particularidad de los vibradores anales es que, a diferencia de los consoladores anales, como los plugs anales, las sondas anales y las cuentas anales, los juguetes sexuales anales con vibración pueden producir varios efectos estimulantes: giratorios, vibratorios o pulsantes, y pueden tener diferentes velocidades o niveles de vibración para regular y ajustar el vibrador a diversas sensaciones. Para que se produzca un efecto placentero, la correcta lubricación juega también un rol importante, siendo el lubricante íntimo el usado con mayor frecuencia para lograr este propósito.

## Tipos de vibradores anales

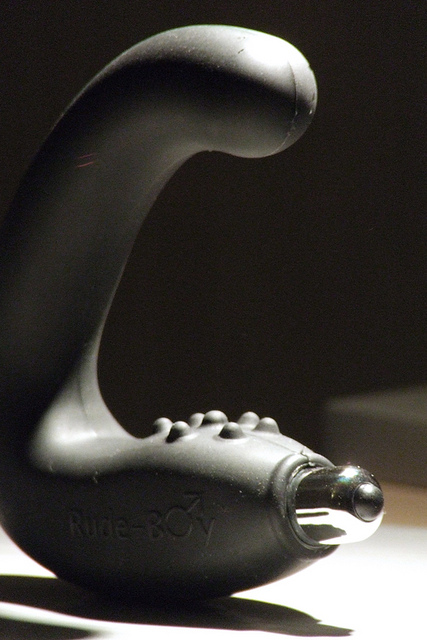
Vibrador anal masculino diseñado para el Punto P, ubicado en la próstata

### Sondas anales vibrantes
Las sondas anales, con efecto vibratorio, son más pequeñas que los plugs anales comunes, aproximadamente del tamaño de un dedo, lo que las convierte en un juguete anal muy útil para principiantes. Los vibradores de sonda anal pueden ser más estrechos porque su función principal es deslizarse y vibrar.

### Plugs anales vibrantes
Los plug anales vibratorios están hechos para permanecer dentro del ano para crear plenitud y estimulación vibratoria al mismo tiempo. Su ventaja es que pueden simplemente dejarse colocados para estimulación anal durante el sexo en solitario o en pareja de todas las orientaciones sexuales, para así recibir mayores estimulaciones.

### Cuentas y bolas anales vibrantes
Las cuentas anales y bolas vibratorias son una serie de pequeñas cuentas o bolas unidas a través de un cable largo recuperable a un control de potencia. No sólo se pueden insertar y extraer, sino que también pueden vibrar a diferentes velocidades.

### Vibradores del punto P
Los vibradores de Punto P (o también llamados P-Spot) son fabricados para un público masculino, con una forma tal y con cabezas curvas que facilitan la estimulación de la próstata.